# Iridium(IV)-chlorid
Iridium(IV)-chlorid ist ein anorganisches Salz aus der Gruppe der Chloride mit Iridium als Kation.

## Gewinnung und Darstellung
Iridium(IV)-chlorid kann durch Reaktion von Ammoniumhexachloroiridat mit Chlor oder Königswasser gewonnen werden. Die dargestellten Produkte enthalten meist Iridium(III)-chlorid oder Chlorwasserstoff als Beimengung, weshalb die Existenz der Verbindung von einiger Literatur als nicht gesichert angesehen wird.

## Eigenschaften
Iridium(IV)-chlorid ist als Hydrat ein schwarzer Feststoff, der löslich in Wasser ist. Das Anhydrat ist ein brauner hygroskopischer amorpher Feststoff, der löslich in Wasser und Ethanol ist.

## Verwendung
Iridium(IV)-chlorid wird in der chemischen Analyse zum Test auf Salpetersäure, in der Mikroskopie und in Galvaniklösungen eingesetzt. Es fungiert als Katalysatorvorstufe für die stereoselektive Reduktion von Cyclohexanonen.